# Gare de Tarare
Gare de Tarare – stacja kolejowa w Tarare, w departamencie Rodan, w regionie Owernia-Rodan-Alpy, we Francji.
Jest stacją pasażer Société nationale des chemins de fer français (SNCF), obsługiwaną przez pociągi TER Rhône-Alpes.